# Porównanie buddyzmu Wielkiej i Diamentowej Drogi
Buddyzm od początku swojego istnienia był religią o bardzo luźnej strukturze, zarówno od strony organizacyjnej, jak i doktrynalnej. Zarówno sam Budda udzielał wielu różnych nauk, których odbiorcami byli różni słuchacze, jak i w trakcie rozwoju historycznego powstały liczne jego odmiany i szkoły, które zazwyczaj (choć nie zawsze) nawzajem się tolerowały, a nawet wspierały. Współcześnie buddyzm dzieli się na trzy wielkie tradycje: Theravāda (sanskr. Sthaviravāda), Mahāyāna (Wielka Droga), i Vajrayāna (Diamentowa Droga). Odpowiadają one tzw. Trzem Obrotom Kołem Dharmy, czyli trzem cyklom nauk, których Budda udzielił podczas swojego życia. Poniższe tabele zawierają podstawowe różnice i podobieństwa doktrynalne oraz kulturowe tradycji Wielkiej i Diamentowej Drogi.

## Różnice
Poniższa tabela porównuje dwie tradycje buddyjskie: mahāyānę i vajrayānę, jak są rozumiane w buddyzmie tybetańskim.
|                                       | Mahāyāna (Wielka Droga)                                                                                                 | Vajrayāna (Diamentowa Droga)                                                                                               |
| ------------------------------------- | --- | --- |
| obrót Kołem Dharmy                    | drugi i trzeci | trzeci |
| miejsce, w którym Budda nauczał       | Góra Sępów (skt. Grydhakuta) niedaleko Radżagryhy (dziś: Rajgir/Radźgir)                                                | Góra Malaya niedaleko Vaiśali (sutry) Oddiyana/Uddiyana (tantry)                                                           |
| uczniowie Buddy                       | Avalokiteśvara, Manjuśri, Vajrapāni, Maitreya                                                                           | Indrabodhi |
| nauki przekazane przez Buddę          | pustość i współczucie                                                                                                   | czysty pogląd, identyfikacja i transformacja                                                                               |
| przekaz                               | sutra | sutra i tantra |
| pogląd                                | wszystko jest puste (rangtong)                                                                                          | wszystko jest puste, oprócz absolutnej natury, która jest przejrzystym światłem (szentong)                                 |
| droga i oświecenie                    | stopniowa droga do oświecenia (Lamrim)                                                                                  | droga i oświecenie wydarzają się równocześnie (Lamdre)                                                                     |
| natura buddy                          | wszyscy mogą stać się buddami                                                                                           | wszyscy są buddami i mogą się o tym dowiedzieć                                                                             |
| natura rzeczywistości                 | świat jest iluzoryczną uwarunkowaną egzystencją (samsara)                                                               | wszystko jest doskonałe (nirwana)                                                                                          |
| praca z poglądem                      | studiowanie filozofii, debatowanie                                                                                      | utrzymywanie czystego poglądu                                                                                              |
| cechy niezbędne do pracy z poglądem   | umiejętność wnioskowania, dowodzenia i wyjaśniania                                                                      | zaufanie do własnej natury buddy                                                                                           |
| nauka                                 | studiowanie tekstów | bezpośredni przekaz od nauczyciela do ucznia                                                                               |
| najważniejszy obiekt Trzech Klejnotów | Dharma | Budda |
| główne praktyki                       | samatha i vipassana (uspokojenie i wgląd), tonglen (dawanie i branie)                                                   | bezforemna praktyka Mahamudry (lub Dzogczen), medytacja na lamę, foremna praktyka tantr                                    |
| praktykujący                          | głównie mnisi i ludzie świeccy                                                                                          | głównie jogini i ludzie świeccy                                                                                            |
| praca z przeszkadzającymi emocjami    | unikanie lub dostrzeganie przemijalności                                                                                | transformowanie w mądrość                                                                                                  |
| podejście do seksu                    | asceza w sferze seksualności                                                                                            | używanie seksualności na ścieżce                                                                                           |
| mistrzowie w Indiach                  | Nāgārjuna, Aśvaghoşa | 84 Mahasiddhów (wielkich joginów tantrycznych)                                                                             |
| prekursorzy w Tybecie                 | Atiśa (mnich) | Padmasambhava, Drokmi, Marpa (jogini i świeccy)                                                                            |
| główne szkoły tybetańskie             | kadam - kadampowie, gelug - gelugpowie (tzw. szkoły "żółtych czapek")                                                   | nyingma - nyingmapowie, sakya - sakyapowie, kagyu - kagyupowie, dzionang - dzionangpowie (tzw. szkoły "czerwonych czapek") |
| przekaz nauk z Indii do Tybetu        | część nowego przekazu sarma                                                                                             | stary przekaz terma i nowy przekaz sarma                                                                                   |
| późniejsza migracja nauk              | Szkoła gelugpa przejmuje niektóre praktyki tantr, jako szybszej metody prowadzącej do oświecenia w ramach nauk mahāyāny | Szkoły kagyupa i sakyapa przejmują stopniową ścieżkę mahāyāny, jako ewentualny etap przed wejściem na ścieżkę vajrayāna    |

## Pogląd w sutrach
Poniższa tabela prezentuje zbieżność nauk zawartych w sutrach z poglądem Mahāyāna i Vajrayāna.
|                                  | Mahāyāna (Wielka Droga)                       | Vajrayāna (Diamentowa Droga)                                                               |
| -------------------------------- | --------------------------------------------- | ------------------------------------------------------------------------------------------ |
| pogląd                           | wszystko jest puste (rangtong)                | wszystko jest puste, oprócz absolutnej natury, która jest przejrzystym światłem (szentong) |
| doktryna sutr zbieżna z poglądem | Sunyata                                       | Tathagatagarbha                                                                            |
| sutry zbieżne z poglądem         | Mahapradźniaparamita sutra                    | Mahayana Mahaparinirvana Sutra, Srimala Sutra                                              |
| filozofia zbieżna z poglądem     | Madhyamaka (mistrzowie: Nagarjuna, Asvaghosa) | Yogacara-Madhyamaka (mistrzowie: Asanga, Vasubandhu, Maitreya)                             |

## Podobieństwa
Poniższa lista zawiera nauki Buddy, ważne dla obu tradycji, zarówno Mahāyāna jak i Vajrayāna:
- Schronienie w Trzech Klejnotach (Buddha, Dharma, Sangha). W Diamentowym schronienie przyjmuje się jeszcze w Lamie.
- Prawo przyczyny i skutku (Karma).
- Altruistyczna motywacja (Bodhicitta).
- Oświecenie - ostateczny rozwój umysłu.